# Rodrigo Moreno
Rodrigo Moreno (* 1972 in Buenos Aires) ist ein argentinischer Drehbuchautor und Filmregisseur. Sein Film Die Missetäter wurde von Argentinien als Beitrag für die Oscarverleihung 2024 als bester Internationaler Film eingereicht.

## Leben
Rodrigo Moreno studierte Filmregie an der Filmhochschule in Buenos Aires. 1993 drehte er seinen ersten Kurzfilm. Nach seinem Studienabschluss lehrt er seit 1996 an der Filmhochschule in Buenos Aires Drehbuch und Regie. Seine ersten beiden langen Spielfilm entstehen 1998 (Mala época) und 2002 (El descanso) als Gemeinschaftsproduktion mit anderen argentinischen Regisseuren. Sein erster eigener Spielfilm war 2006 El Custodio – Der Leibwächter, der zum Wettbewerb der Berlinale 2006 eingeladen wurde und dort mit dem Alfred-Bauer-Preis ausgezeichnet wurde. Der Film wurde auf zahlreichen weiteren Festivals gezeigt und mehrfach ausgezeichnet. 2007 entstand der argentinische Fernsehfilm La señal. 2011 erhielt er für seinen zweiten Spielfilm Un Mundo Misterioso erneut eine Einladung in den Berlinale-Wettbewerb. Sein Film Die Missetäter, der im Mai 2023 bei den Filmfestspielen in Cannes seine Premiere feierte, wurde von Argentinien als Beitrag für die Oscarverleihung 2024 als bester Internationaler Film eingereicht. Im Februar 2025 wurde Jurymitglied bei der 75th Berlinale.

## Filmografie
- 1998: Mala época
- 2002: El descanso
- 2006: El Custodio – Der Leibwächter  (El custido)
- 2007: La señal (Fernsehfilm)
- 2011: Un Mundo Misterioso
- 2023: Die Missetäter (Los delincuentes)

## Auszeichnungen
Chicago International Film Festival
- 2023: Auszeichnung mit dem Silver Hugo im Internationalen Wettbewerb (Die Missetäter)[2]

Film Fest Gent
- 2023: Nominierung als Bester Film für den Grand Prix (Die Missetäter)[3]

New Horizons International Film Festival
- 2023: Auszeichnung als Bester Film im New Horizons International Film Competition (Die Missetäter)[4]